# Asaf Epstein

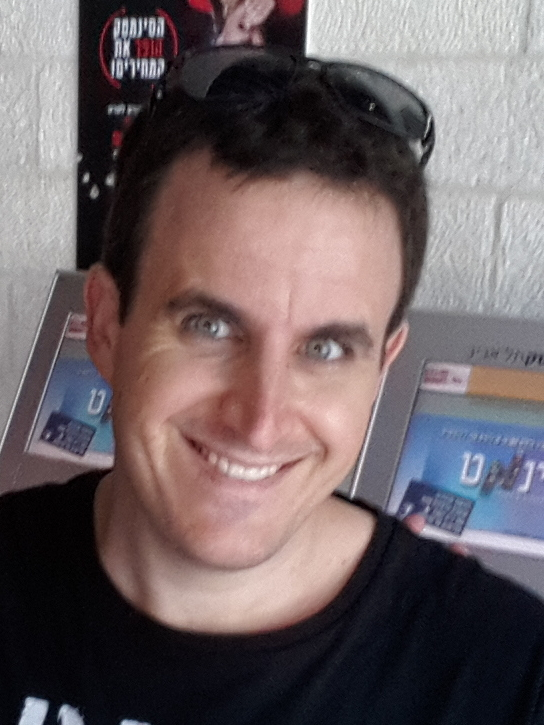
Asaf Epstein

Asaf Epstein (hebräisch אסף אפשטיין) (* 1. August 1978) ist ein israelischer Regisseur, Drehbuchautor und Filmproduzent.

## Leben
Asaf Epstein wurde am 1. August 1978 in Israel als Sohn von Lea und Hanan Epstein geboren. Er ist der älteste Bruder von Efrat und Roni Epstein.
Als er ein kleiner Junge war, zog die Familie nach Fort Worth (Texas) um, wo Epstein eine jüdische Privatschule besuchte. Dann zog die Familie zurück in die Stadt Modiin in Israel. Dort besuchte er die Mittelschule. 1995 zog die Familie wieder in die USA und ließ sich in Dallas (Texas) nieder, wo Eppstein die J. J. Pearce High School in Richardson besuchte.
In seinen frühen Zwanzigern verließ Epstein seine Familie in den USA und zog allein wieder zurück nach Israel, um sich den israelischen Streitkräften anzuschließen, wo er eine Büroarbeit bei den Luftstreitkräften antrat.
In den frühen Zweitausender Jahren schrieb sich Epstein an der Universität Tel Aviv für einen Filmstudiengang ein.

## Karriere
Nachdem er sein Studium abgeschlossen hatte, produzierte Epstein unabhängige Werbefilme, wobei er sich verschiedener computeranimierter Elemente bediente.
2008 nahm er an der Produktion zweier israelischer Filme teil: The Other War, ein Drama, das während des zweiten Libanonkriegs in Tel Aviv spielt und Jaffawiye, ein Dokumentarfilm über die multikulturelle Hip-Hop-Gruppe System Ali.
2010 produzierte Epstein Mother's Fading, einen Kurzfilm über das schwierige Verhältnis zwischen einer Mutter und ihrem Sohn.
2011 begann er die Produktion seines preisgekrönten Science-Fiction Thriller-Kurzfilms mit dem Titel Schnitzel, den er schrieb, produzierte und bei dem er auch Regie führte. Schnitzel erzählt die Geschichte eines Jugendlichen und dessen Begegnung mit einem außerirdischen Lebewesen, das die Form eines Schnitzels angenommen hatte. 2016 sagte bemerkte Epstein in einem Interview, dass Schnitzel inspiriert wurde von Steven Spielbergs E.T.; von seiner eigenen Erfahrung, ein unbeholfenes und albernes Kind in seiner eigenen Haut zu sein; und von einem Schulausflug, bei dem ihm und seinen Schulkameraden Schnitzel zum Essen gegeben wurden.
Im Juli 2014 veröffentlichte er Schnitzel, was ihm zahlreiche Preise auf Festivals weltweit einbrachte, darunter Best International Film auf dem South Carolina Cultural Film Festival, Best Science Fiction Film auf dem Hyart Film Festival und Best International Coming-of-Age auf dem Manhattan Film Festival 2015. Später im selben Jahr wurde er auch Best Producer of a Foreign Language Film auf dem Internationalen Film-Festival in Madrid.

## Filmografie
- 2008: The Other War
- 2008: Jaffawiye
- 2010: Mother's Fading
- 2014: Schnitzel